# Alžběta Dobřenská z Dobřenic
Alžběta hraběnka Dobrzenská z Dobrzenic, zjednodušeným pravopisem Dobřenská z Dobřenic (anglicky: Elisabeth Dobrzensky of Dobrzenicz; 7. prosince 1875 Chotěboř – 11. června 1951 Sintra, Portugalsko) byla česká šlechtična z rodu Dobrzenských z Dobrzenic a manželka následníka brazilského císařského trůnu Petra z Orléans-Braganzy.

## Životopis

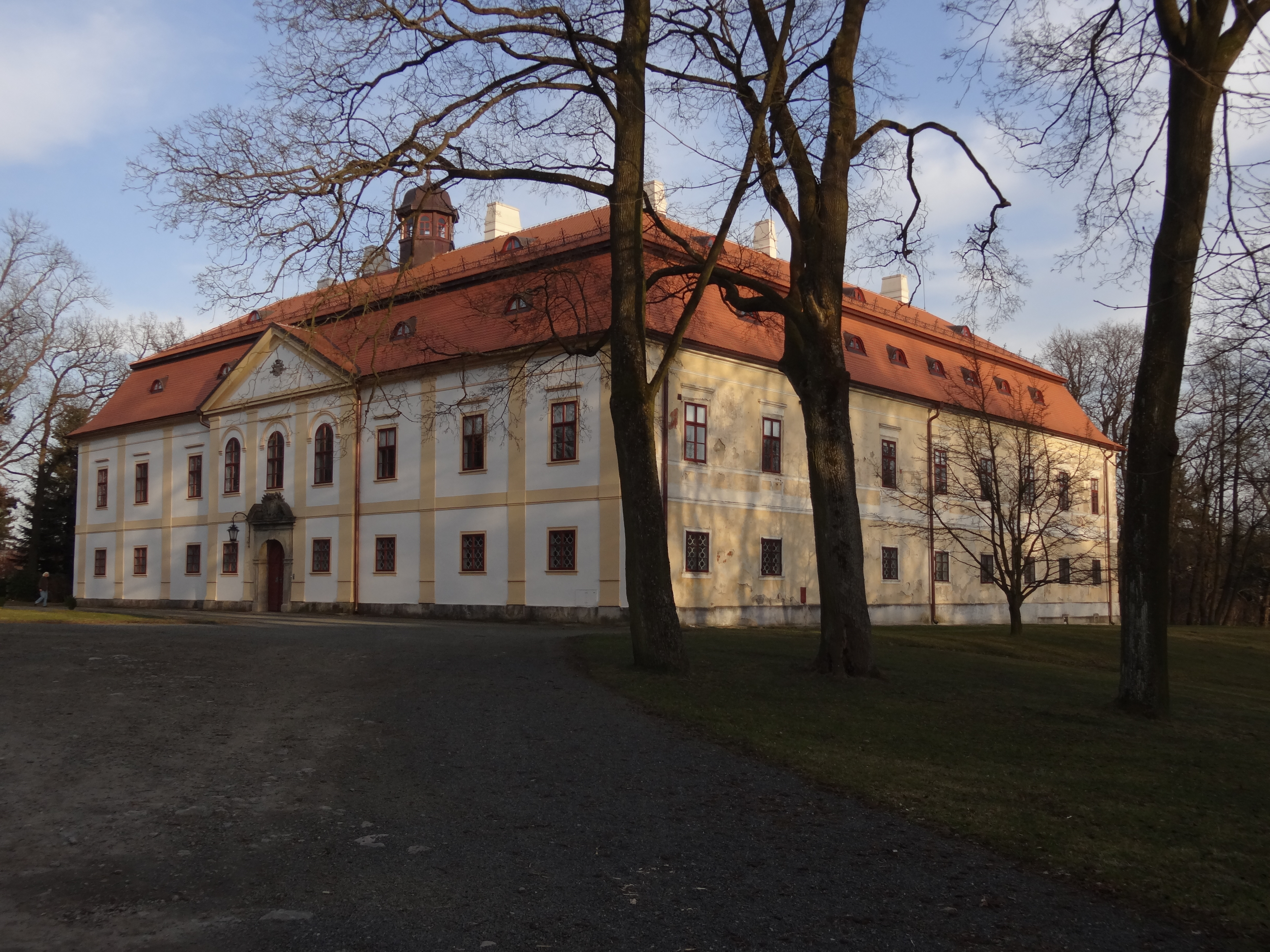
Zámek Chotěboř

Alžběta byla jediná dcera hraběte Jana Václava II. Dobrzenského (1841–1919) a jeho manželky Alžběty Kottulinské z Kotulína (1850–1929). Měla tři starší bratry, Jana Josefa III. Dobrzenského (1870–1947), Otokara (1871–1952) a Jaroslava (1872–1914), a mladšího bratra Karla (1877–1939).
Alžběta se provdala 14. listopadu 1908 ve Versailles za Pedra de Alcântara (15. 10. 1875 Petrópolis – 29. 1. 1940 Petrópolis), syna Gastona d’Orléans, hraběte d’Eu, a následnice brazilského trůnu Isabely. Seznámili se na zámku Chotěboř, kam byl Pedro pozván jednou na Vánoce. Sloužil totiž u Sedmých hulánů v rakouské armádě a tam se seznámil s bratry Dobrzenskými. Protože se jednalo o morganatický sňatek, Pedro se musel vzdát následnictví trůnu. Navíc na svatbu museli čekat deset let, protože nejdříve se musel oženit jeho mladší bratr. V manželství se narodilo pět dětí:
- 1. Isabela Orleánsko-Braganzská (1911–2003) ∞ Henri d'Orleans –- rodiče Henriho d'Orleans, pretendenta francouzského trůnu z orleánské dynastie.
- 2. Petr Gaston Orleánský z Braganzy (1913–2007) ∞ Maria de la Esperanza di Borbone-Due Sicilie – rodiče princezny Marie da Gloria, bývalé manželky bývalého jugoslávského korunního prince
- 3. Marie Františka Orleánská z Braganzy (1914[1968) ∞ Eduard Nuno z Braganzy – rodiče Eduarda Pia, vévody z Braganzy, pretendenta portugalského trůnu.
- 4. João Maria Orléans-Braganza (1916–2005)
- 5. Teresa Orléans-Braganza (1919–2011)

Po svatbě žili na zámku d´Eu v Normandii. Po první světové válce byl jeho rodině navrácen zkonfiskovaný majetek, a proto se přestěhovali do Brazílie.
Za druhé světové války byla čestnou předsedkyní československého pomocného výboru při Brazilském červeném kříži.
Alžběta zemřela 11. června 1951 ve věku 75 let. Je pohřbena se svým manželem, který zemřel roku 1940, v katedrále v Petrópolisu v brazilském státě Rio de Janeiro.